# SARS-CoV-2 델타크론 변이
SARS-CoV-2 델타크론 변이는 2022년 1월 9일, 3월 8일 새롭게 발견된 SARS-CoV-2의 변이이다. 발견 초기에는 큰 문제가 될 것으로 예상되었지만, 큰 파장이 일어나지는 않았다. 실험실 오류였을 가능성이 있다는 의견도 제기되었다.

## 2차 발견
3월 8일 유럽에서 공식 확인되었다. 현재 알려진 확진자는 전 세계 총 245명이다. (2022년 1월 76명 완치)

## 우려
치명률 4~7%의 델타 변이와  전염성 +600%의 오미크론 변이가 합쳐져 우려가 적지 않다.